# Fingerknochen

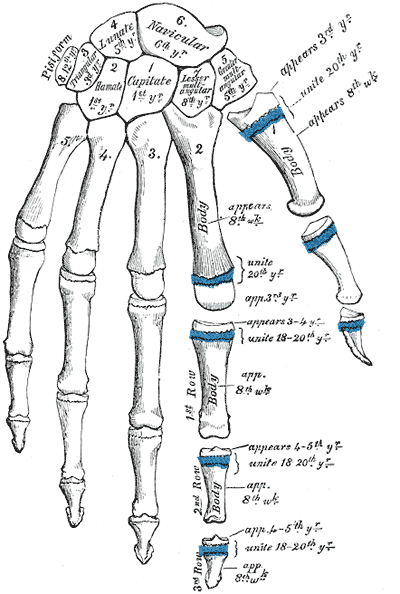
Fingerknochen des Menschen

Die Fingerknochen (lat. Ossa digiti manus) sind die knöchernen Stützelemente der Finger. Bei Säugetieren hat jeder vollausgebildete Finger drei knöcherne Stützelemente, die als Phalanx proximalis, media und distalis („körpernaher, mittlerer und körperferner Fingergliedknochen“), auch Phalanx I, II und III; (von altgr. phalanx „Schlachtreihe von Kriegern“ „Baumstamm“, „Walze“, oder „Rolle“) bezeichnet werden. Der menschliche Daumen besitzt nur zwei Phalangen. Die Verbindungen zwischen Mittelhandknochen und Phalanx proximalis und den Fingergliedknochen untereinander sind die Fingergelenke.

## Aufbau beim Menschen
Die Fingerknochen sind vom Aufbau typische Röhrenknochen. Man unterscheidet von körpernah (proximal) nach körperfern (distal) Fingerknochenbasis (Basis phalangis), -körper (Corpus phalangis) und -kopf (Caput phalangis).
Die Fingerknochenbasis der Phalanx proximalis trägt eine konkave Gelenkfläche für das Fingergrundgelenk, die Gelenkflächen der Basis der unteren Fingergliedknochen einen sagittal gestellten Führungskamm. Die Gelenkflächen des Kopfes an Phalanx proximalis und media werden als Trochlea bezeichnet. Der Kopf des Endgliedes ist abgeflacht und trägt handflächenseitig (palmar) eine Rauhigkeit, die Tuberositas phalangis distalis manus, an die sich die Haltebänder der Fingerbeeren (Retinacula cutis) anheften.

## Vergleichende Anatomie
Die Zahl der Fingergliedknochen der einzelnen Finger beim Menschen (2-3-3-3-3) entspricht dem Grundbauplan der Säugetiere, bei primitiven Reptilien findet man die Phalangenformel 2-3-4-5-3. Stärkere Abwandlungen innerhalb der Säugetiere gibt es bei den Walen, bei denen zusätzliche Fingerglieder ausgebildet sind (Hyperphalangie, Formel 2-12-8-1).
Bei Huftieren werden die drei Fingergliedknochen als Fessel-, Kron- und Hufbein bezeichnet, bei Raubtieren wird die Endphalanx auch als „Krallenbein“ bezeichnet. An der Basis der Phalanx media befindet sich bei den vierfüßigen Säugetieren handrückenseitig ein Fortsatz (Processus extensorius) zum Ansatz des Musculus extensor digitorum lateralis und handflächenseitig eine Rauigkeit (Tuberosits flexoria) zum Ansatz des Musculus flexor digitorum superficialis.
Die Phalanx distalis zeigt aufgrund der unterschiedlichen Fußung bei den vierfüßigen Säugetieren deutlichere Unterschiede zum Menschen. Hier unterscheidet man in der Tieranatomie eine Gelenkfläche (Facies articularis), eine Wandfläche (Facies parietalis) und eine Sohlenfläche (Facies solearis). An der Gelenkfläche der Phalanx distalis liegt eine Gelenkfläche für das Strahlbein (Facies articularis sesamoidea). Die Sohlenfläche trägt die Ansatzstelle für den Musculus flexor digitorum profundus, die als Tuberculum flexorium (Wiederkäuer, Raubtiere, Schweine) bzw. Facies flexoria (Pferde) bezeichnet wird. Am vorderen Kronrand erhebt sich der Processus extensorius zum Ansatz des Musculus extensor digitorum communis.
Bei Vögeln besitzen der kleine Finger (Digitus minor) und der Eckfittichfinger (Digitus alulae) nur eine Phalanx, der große Finger (Digitus major) hat zwei Fingergliedknochen.